# 長栄寺 (足立区)
長栄寺（ちょうえいじ）は、東京都足立区にある真言宗智山派の寺院。

## 歴史
1882年（明治15年）、長尾覚法が不動明王を奉じる「成田山千住長栄講」（以降、「長栄講」とする）を設立したのが起源である。長栄講は千住河原町にあった不動堂を千住に移した。
1930年（昭和5年）、成田山新勝寺の本尊（不動明王）の分身を勧請して堂宇を建てたが、1942年（昭和17年）に疎開で現在地に移転した。2004年（平成17年）に「長栄寺」の寺号を公称した。
長栄講は、後に千住地区の同じ不動講の「明心元講」と「永代講」を継承している。

## 交通アクセス
- 北千住駅より徒歩6分。